# Club de Regatas Corrientes
Club de Regatas Corrientes é um clube desportivo argentino. Foi fundado em 27 de setembro de 1923. Suas cores são azul e branco.
Originalmente um clube de remo, atualmente destaca-se na prática do basquete. Seu ginásio é o José Jorge Conte, com capacidade para 5 mil pessoas.
Em 2008, venceu por 72 a 65 o quinto do jogo da série contra o Flamengo, valendo pela final da Liga Sul-Americana de Basquete, sendo campeão. Seu jogador mais famoso é o armador Alejandro Montecchia, campeão dos Jogos Olímpicos de Atenas em 2004 pela Seleção Argentina.